# Mircea Hava
Mircea Gheorghe Hava (ur. 26 grudnia 1956 w Oradei) – rumuński polityk, inżynier i samorządowiec, długoletni burmistrz miejscowości Alba Iulia, poseł do Parlamentu Europejskiego IX i X kadencji.

## Życiorys
W 1975 ukończył szkołę średnią w rodzinnej miejscowości, a w 1981 studia na wydziale technologii chemicznej w Institutul Politehnic „Traian Vuia” w Timișoarze. Kształcił się później również w zakresie administracji i zarządzania. W latach 1981–1991 pracował jako inżynier chemik oraz kierownik sekcji przedsiębiorstwa chemicznego.
W 1990 był wśród założycieli lokalnych struktur Partii Demokratycznej (w 2007 przekształconej w Partię Demokratyczno-Liberalną). W 2003 został członkiem stałego biura swojej partii. Dołączył później wraz z tym ugrupowaniem do Partii Narodowo-Liberalnej.
W latach 1991–1992 po raz pierwszy pełnił funkcję burmistrza miejscowości Alba Iulia. Od 1993 do 1996 zajmował stanowisko wiceburmistrza. W 1996 powrócił na urząd burmistrza, uzyskując od tego czasu wielokrotnie reelekcję w wyniku kolejnych wyborów lokalnych do 2016 włącznie. W 2019 z ramienia PNL został wybrany na posła do Parlamentu Europejskiego IX kadencji. Z powodzeniem ubiegał się o reelekcję w wyborach w 2024.

## Odznaczenia
- Oficer Orderu Zasługi – 2011[6]
- Kawaler Orderu Zasługi – 2004[6]